# Louis-César de Campet
Louis-César Campet, marquis de Saujon ou Saujeon, baron de La Rivière, seigneur de Bloyac, de la Motte et des Arènes, né vers 1666 et mort à Rochefort, le 8 mai 1722, est un officier de marine et aristocrate français. Il fait sa carrière dans la Marine royale pendant la guerre de la Ligue d'Augsbourg et la guerre de Succession d'Espagne. Il est blessé à plusieurs reprises et perd une jambe au combat. Il prend sa retraite avec le grade de chef d'escadre des années navales, chevalier de l'ordre royal et militaire de Saint-Louis et des ordres de Notre-Dame du Mont-Carmel et de Saint-Lazare de Jérusalem.

## Biographie

### Origines et débuts
Louis-César Campet est le fils de Louis de Campet, chevalier, comte de Saujon, baron de La Rivière, seigneur de Bloyac, de la Motte, des Arènes, etc., et de Anne-Marguerite de Murray, d'origine écossaise. Il naît vers 1666, probablement à Rochefort dans une famille huguenote. Il est l'arrière-petit-fils de l'un des plus grands chefs huguenots de la Saintonge, gouverneur de Royan, Denis Campet, baron de Saujon.
Connu d'abord sous le titre de chevalier de Saujon, il entre comme volontaire de la Marine royale au port de Rochefort, le 30 mars 1674. 

### Officier dans la Marine royale
Il est nommé enseigne de vaisseau à Toulon, le 13 janvier 1677, et assiste la même année à la prise de Cayenne sur les Hollandais, alors que l'escadre était commandée par le comte d'Estrées. Le 26 janvier 1680, il reçoit le brevet de lieutenant de vaisseau. L'année suivante, le roi lui accorde une Commanderie de l'ordre de Saint-Lazare de 1 200 livres. Cette même année 1681, le marquis de Saujon suit le célèbre Duquesne dans toutes ses expéditions contre les Tripolitains. Il assiste au bombardement d'Alger en 1682. Il est à bord de L'Aquilon lors du fameux siège et bombardement de Gènes, en 1684. 

#### Guerre de la Ligue d'Augsbourg (1688-1697)
Le marquis de Saujon est blessé à l'épaule dans le combat naval livré par marquis de Châteaurenault contre le vice-amiral anglais Herbert (futur comte de Torrington), sur les côtes d'Irlande (bataille de la baie de Bantry), en remerciement pour ses services, le Roi l'élève au grade de capitaine de vaisseau, le 1er novembre 1689. 
Lorsque Louis XIV institue l'ordre de Saint-Louis, il en récompense, dès la première promotion du 8 mai 1693, le marquis de Saujon, avec une pension de 1 500 livres. En 1695, il participe avec Châteaurenault, Saint-Paul et La Bruyère, au secours envoyé à la ville de Dunkerque, bombardée par soixante-dix bâtiments hollandais. Malgré les brûlots de l'ennemi, les jetées sont défendues par les assiégés qui en demeurent les maîtres.

#### Guerre de Succession d'Espagne (1701-1714)
En 1703, Saujon commande La Renommée, en partance pour la Martinique. L'année suivante, avec la frégate La Thétis, il soutient un long combat contre six vaisseaux anglais. Pendant cet affrontement, il a la jambe emportée par un boulet. En 1706, il commande Le Héros, en croisière sur les côtes de la Nouvelle-France (Canada). Trois ans après, il obtient une pension de 2 000 livres dans l'ordre de Saint-Louis et est mis à la haute-paye le 6 octobre 1712. Enfin le roi l'élève au grade de chef d'escadre le 10 décembre 1720. Il meurt à Rochefort, le 8 mai 1722. 
Le Mercure de France (daté de mai 1722) annonce sa mort de la manière suivante : 

« M. le marquis de Saujon, chef d'escadre des armées navales, mourut à Rochefort, âgé d'environ 56 ans, le 8 mai, généralement regretté. Il s'était rendu recommandable par sa valeur, par sa probité et par son désintéressement, qualités qui lui avaient acquis l'estime de tous les officiers. Son frère est M. le chevalier de Saujon, enseigne aux gardes du corps, aide-major de la compagnie de Villeroy. »

### Sources et bibliographie
- Michel Vergé-Franceschi, Les Officiers généraux de la marine royale (1715-1774) : origines, conditions, services, Volume 3, Librairie de l'Inde, 1990
- Michel Vergé-Franceschi, La Marine française au XVIIIe siècle : guerres, administration, exploration, Paris, SEDES, coll. « Regards sur l'histoire », 1996, 451 p. (ISBN 2-7181-9503-7)
- Michel Vergé-Franceschi (dir.), Dictionnaire d'histoire maritime, Paris, éditions Robert Laffont, coll. « Bouquins », 2002, 1508 p. (ISBN 2-221-08751-8 et 2-221-09744-0, BNF 38825325)
- M. d'Aspect, Histoire de l'Ordre royal et militaire de Saint-Louis, vol. 3, Paris, chez la veuve Duchesne, 1780 (lire en ligne), p. 160
- Pierre Damien Rainguet, Biographie saintongeaise, Saintes, 1851 (lire en ligne), p. 540-541
- Charles La Roncière, Histoire de la Marine française : La Guerre de Trente Ans, Colbert, t. 5, Paris, Plon, 1920, 822 p. (lire en ligne)
- Charles La Roncière, Histoire de la Marine française : La crépuscule du Grand règne, l’apogée de la Guerre de Course, t. 6, Paris, Plon, 1932, 674 p. (lire en ligne)